# Elena Curtoni
Elena Curtoni, född den 3 februari 1991 i Morbegno, Sondrio, Lombardiet, är en italiensk alpin skidåkare. Hon tävlar i störtlopp, super-G, storslalom och kombination. Hon är ansluten till italienska arméns idrottssektion, Centro sportivo olimpico dell'Esercito.
Sin världscupdebut avverkade Curtoni den 14 november 2009 i finska Levi, där hon rev ut sig i första åket i slalom. Hon har tagit ett brons vid juniorvärldsmästerskapen i Garmisch-Partenkirchen 2009 i kombination och ett guld i Crans-Montana 2011 i super-G. Hon har också bland annat tagit tre medaljer i de italienska mästerskapen: två guld i storslalom och kombination, 2011 resp. 2013, och ett brons  i super-G 2014.
Curtoni firade sin tjugofjärde födelsedag med att komma på 10:e plats i super-G vid VM i Vail 2015. Hennes bästa placering i VM-sammanhang är dock hittills en sjätteplats i super-G i Garmisch-Partenkirchen 2013.
Elena är yngre syster till skidåkaren Irene Curtoni.